# Sòpater d'Apamea el Jove
Sòpater d'Apamea el Jove (en llatí Sopater, en grec Σώπατρος) fou un sofista grec nadiu d'Apamea o potser d'Alexandria que va viure dos-cents anys més tard que Sòpater d'Apamea el Vell.
L'enciclopèdia romana d'Orient Suides diu que va escriure nombrosos epítoms d'obres diverses i també podria ser l'autor dels Extractes històrics (ἐκλογὴν τῶν ἱστοριῶν) que altres atribueixen al vell. Foci va conservar un extracte d'aquesta  ἐκλογὴ, del que es dedueix que l'obra contenia una gran varietat de fets i de personatges, recollits de molts autors antics.
Altres obres retòriques o gramàtiques sota el nom de Sòpater són:
- διαιρέσεις ζητημάτων, una classificació i anàlisi de temes retòrics.
- Un comentari a la part περὶ τῶν στάσεων, de l'obra Τέχνη ῥητορικὴ (Techné Retoriké) del retòric Hermògenes de Tars.[1]